# Gabarit (marine)

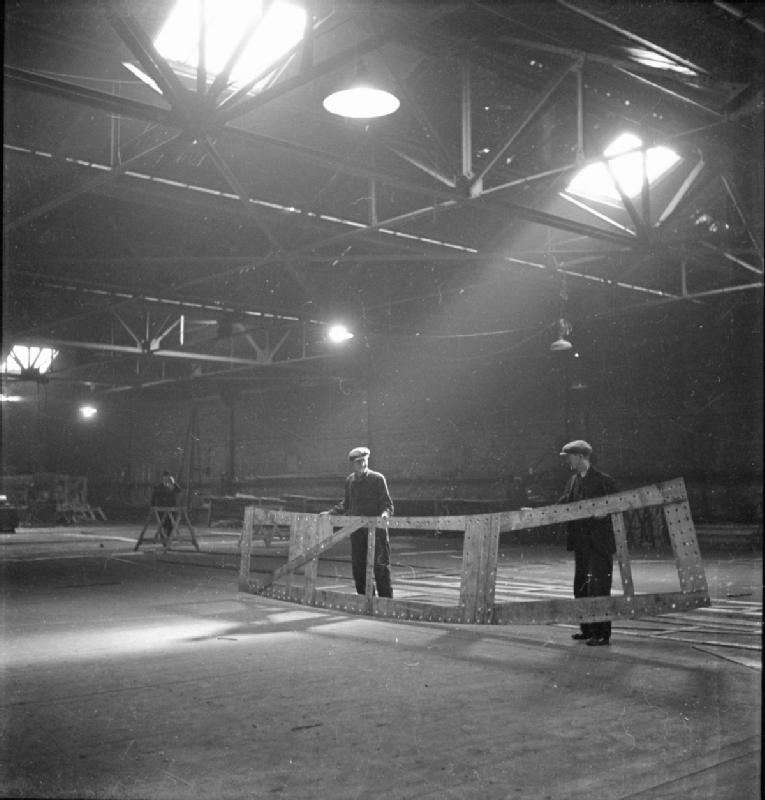
Deux hommes portant des gabarits (templates) dans la salle de gabarits (mould loft), Tyneside Shipyards. Cecil Beaton 1943.

En termes de marine, un gabarit (en anglais « mould ») est le patron en vraie grandeur, en plein ou en creux, d'une pièce d'un navire, fait de bois ou de gros carton, servant au constructeur. Le modèle en vraie grandeur sert à tracer, contrôler le profil ou les dimensions d'un objet en cours de fabrication. Le mot gabarit désigne aussi l'encombrement d'un bateau. 
Le gabariage se dit de la courbure entière de pièces qui composent un couple, etc.
C'est aussi l'action de gabarier et son résultat. Un gabariage (bien fait, etc.[pas clair] On trouve aussi « gabarier » (to mould) et « gabarieur », l'ouvrier chargé de faire les gabarits. Ces différents termes tirent leur racine de l'ancienne forme de gabarit, « gabari ».

## Histoire
Un « compte inédit de construction de galères à Narbonne (1318-1320) » relate l'utilisation de gabarits (modulis madaire),,,.
Dans le tracé des gabarits, les charpentiers n’utilisaient que les arcs de cercle, et des tours personnels, secret du métier, transmis de père en fils. Les outils théoriques d’une véritable Sciencia Navalis n'émergent véritablement qu'à partir du XVIIe siècle.
Vers 1680, Bernard Renau d'Eliçagaray imagine « une machine pour tracer les gabarits des vaisseaux » (Lettre de Colbert à Tourville, 21 juillet 1680), régularisation géométrique instrumentée des tracés des charpentiers, basée sur l’ellipse (ellipsographe). L'initiative de Renau est une manifestation de la prise de contrôle étatique sur l'industrie réalisée par Colbert puis de Seignelay. Une nouvelle évolution sera permise par le calcul différentiel et intégral, dont Pierre Bouguer fera usage.

## Dans la marine en bois traditionnelle
Le gabariage des pièces des éléments d'ossature d'un navire pouvait s'effectuer très en amont, c'est-à-dire en forêt, pratique que l'on réservait à des constructions bien ordonnées. On donnait de cette façon, à chaque pièce équarrie une destination précise. Mais la plupart du temps, on ne donnait aucune destination précise à la pièce qui était grossièrement dégrossie.
Les arbres propres à produire des bois de marine étaient martelés. Le martelage – marque de réservation qu'habituellement les agents des Eaux et Forêts font avec leur marteau – des arbres à exploiter pour la marine était effectué ici par les agents de marine, les seuls à avoir travaillé dans les ports à la construction des navires, et les seuls à posséder la connaissance des bois nécessaire pour apprécier toutes les qualités que doivent avoir les arbres de marine. Lorsqu'un arbre est frappé de cette manière, sa destination ne peut être changée.

### Dans les bois

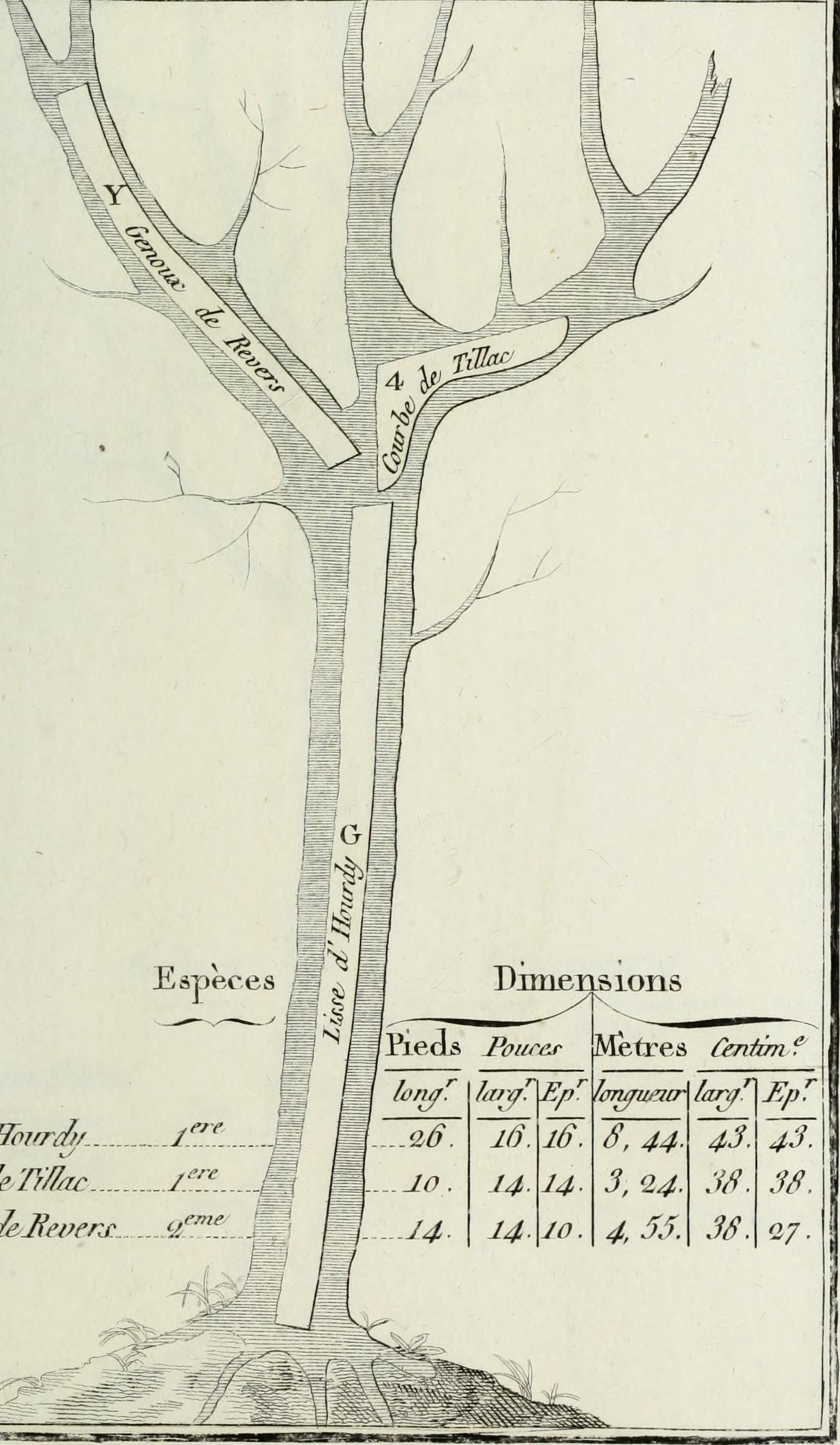
Louis Joseph Marie Achille Goujon. Des bois propres aux constructions navales, manuel à l'usage des agents forestiers et maritimes. 1807

Quelquefois les bois tors, appelé aussi « bois de gabarit », qu’on tire des forêts, étaient « gabariés » dans les forêts mêmes ; mais cela ne s’est pratiqué que quand ils étaient destinés en particulier à une construction ordonnée, etc. Lorsqu’on a suivi cette pratique, on ne leur donnait, en les façonnant dans la forêt, que l’épaisseur nécessaire ; et sur la largeur on faisait seulement excéder l’équarrissage d’un ou de deux pouces, de sorte que chaque pièce avait sa destination déterminée et fixe. Mais quand on exploitait des bois pour les radoubs, on se contentait de suivre la figure propre à chaque arbre, et on les équarrissait, à deux ou trois pouces près de la vive-arête, de forte qu'on ne donnait à ces pièces aucune destination déterminée.
Les bois de gabarit qu’on tire de différentes provinces françaises pour les ports de Brest et de Rochefort, sont tous travaillés comme ceux de Provence pour les radoubs, ou pour l’approvisionnement général de l’arsenal; ces pièces ne sont pas entièrement équarries à vive-arête, et on ne leur donne aucune destination marquée ; leurs dimensions et leur courbure sont telles, que chaque arbre a pu les donner; on a seulement soin que ces bois aient deux ou trois pouces de plus sur la largeur que sur leur épaisseur; cependant il y a presque toujours du bois à retrancher sur l’épaisseur. Assez communément, les Anglais ne donnent aucune façon aux bois avant de les transporter dans les ports ; ils en retranchent seulement les branches inutiles et l’écorce, et souvent ils les livrent dans les arsenaux avec deux et même plusieurs grosses branches. Les Hollandais tiennent le milieu entre ces pratiques ; ils font équarrir grossièrement le bois dans les forêts ; leurs dimensions excèdent assez considérablement les pièces de construction.
Un manuel à destination des agents forestiers par Louis Joseph Marie Achille Goujon, Des bois propres aux constructions navales, manuel à l'usage des agents forestiers et maritimes, a été publié en 1807, qui reprend les gabarits généraux des éléments de charpentes de navires rapportés sur des arbres sur pied.

### Sur chantier
En construction navale traditionnelle, un gabarit (en néerlandais scheerstrook) est un modèle qui permet de calibrer les membres d'un vaisseau.
Le terme « gabarit » désigne donc un modèle que les charpentier font avec des pièces de bois fort minces, pour représenter la longueur, la largeur, et le calibre des membres et des parties du vaisseau, quand ils veulent travailler à sa construction et le mettre en chantier. 
La plus forte des varangues de fond, varangue plate ou maîtresse varangue (en néerlandais meester rib, middel rib, middel-spant), qui se met sous le maître-bau dans la plus large partie du vaisseau, s'appelle le « premier gabarit » et tout le modèle qui s'élève perpendiculairement au-dessus s'appelle aussi premier gabarit. 
Les autres modèles qui s’élèvent sur les autres varangues en tirant vers l'avant s'appellent selon l'ordre, second gabarit de l'avant, troisième et quatrième gabarits de l'avant. Il en est de même pour les gabarits de l’arrière.
Rarement il arrive qu'une seule planche puisse accuser en totalité les contours arrondis et variés d'une portion de la membrure; on compose alors le gabarit de plusieurs planches, aux extrémités diminuées en languettes, puis assujetties entre elles par des clous fort rapprochés. Pour donner au gabarit la configuration voulue, on le dégrossit; on façonne un de ses bords en courbure rapprochante, et, le présentant au contact de la courbure à décrire, on porte parallèlement à cette courbure et le long du gabarit une ouverture de compas suffisamment agrandie. Cette opération, souvent usitée, prend le nom de « tricage ».

### Salle des gabarits

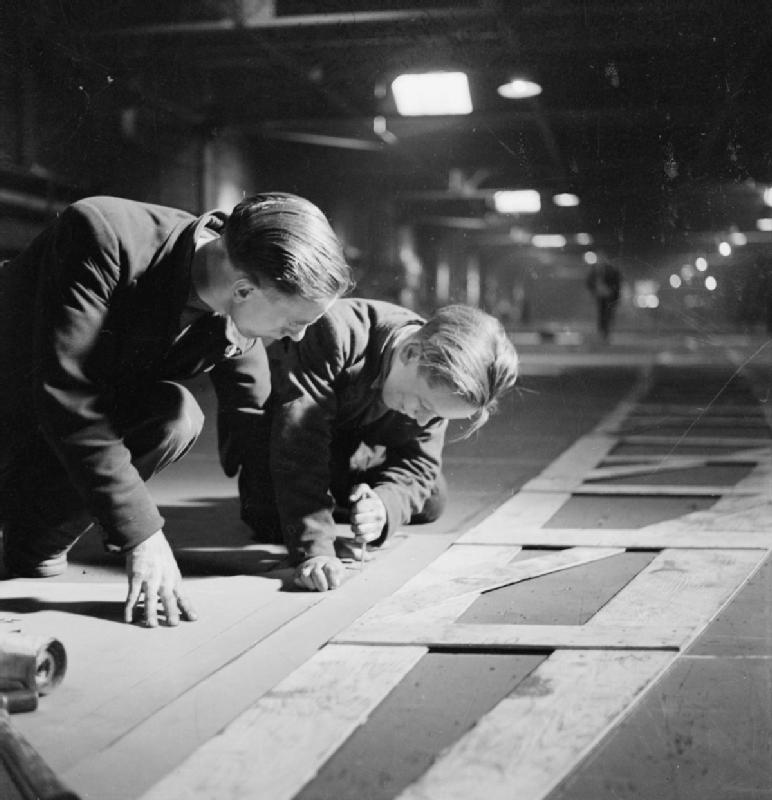
Deux hommes découpant les gabarits (templates) dans la salle de gabarits (mould loft), Tyneside Shipyards. Cecil Beaton 1943.

Les plans des bâtiments de mer sont d'abord tracés sur le papier à une échelle donnée (plan de formes). Ce premier tracé est comme l'étude du projet de construction navale. C'est avec son aide que sont faits les différents calculs propres à un navire; Une fois que le plan est définitivement arrêté, il faut pour en venir à l'exécution, tracer de grandeur naturelle les épures des principales pièces. Ce tracé se fait sur le plancher bien uni d'une vaste salle, dite des gabarits.
La salle des gabarits, ou salle à tracer, est une salle sur le plancher de laquelle se dessinent de grandeur naturelle les plans principaux du navire; elle doit être assez vaste pour le tracé longitudinal d'un vaisseau de premier rang. Si cette pièce avait 70 mètres de long, il faudrait encore l'augmenter encore si l'on voulait placer séparément les projections verticales. On peut aussi n'opérer à la fois que pour de la longueur du navire limitée par le maître couple et reprendre l'autre partie après la confection des premiers gabarits. On peut aussi projeter la verticale sur le plan de cette demi-longueur, auquel on superpose encore le plan horizontal correspondant, soit pour les projections, soit pour le développement des lisses. Une surface de 40 mètres de longueur sur une largeur de 12 mètres devient donc suffisante au tracé des vaisseaux de l'État. Les salles destinées au navire pourraient n'avoir que 20 à 25 mètres de long sur 8 à 10 mètres de large; beaucoup de constructeurs réduisent leur travail, au simple vertical, aux extrémités longitudinales, lorsque le devis ou le plan sont suffisamment précis.
Le plancher est formé de bordages épais de grandes dimensions pour les joints, sans nœuds, parfaitement unis, d'un bois tendre et poreux moins exposé à conserver les traces profondes des clous multipliés qui contournent les lattes. On noircit quelquefois sa surface polie pour rendre plus apparentes lignes blanches des épures. Ces lignes sont droites ou courbes. Les droites se tracent au moyen d'un cordeau très mince, frotté de craie, tendu aux points extrêmes de la droite donnée, il projette horizontalement la blancheur de sa trace lorsqu'on l'élève, en le pinçant, peur le laisser retomber. La netteté de cette projection est parfois défectueuse, on la reprend alors, on rafraîchit à l'aide du cordeau par portions séparées, etc.

### Expressions
« Voilà un vaisseau d'un beau gabarit,
c'est-à-dire bien coupé et d'une belle construction. »